# Texas hold 'em
Texas hold ‘em (còn được gọi là Texas holdem, hold ‘em hoặc holdem) là một trong những biến thể phổ biến nhất của trò chơi bài xì tố (Poker), trong đó mỗi người chơi được chia 2 lá bài riêng và sau đó kết hợp với 5 lá bài chung trên bàn chơi để tạo ra tổ hợp 5 lá mạnh nhất có thể.
Có rất ít tài liệu nói về sự ra đời của Texas hold ‘em nhưng Cơ quan lập pháp Texas chính thức công nhận nơi bắt nguồn của loại game bài này là ở Robstown, Texas từ đầu những năm 1900. Sau khi trò chơi lan rộng ở Texas, nó được giới thiệu lần đầu tiên ở Las Vegas vào năm 1963 tại California Club bởi Corky McCorquodale, một người chơi bài Poker chuyên nghiệp. Game bài này nhanh chóng trở nên phổ biến và lan rộng sang Golden Nugget, Stardust và Dunes.
Texas hold ‘em là trò chơi “H” có trong H.O.R.S.E và H.O.S.E.

## Mục tiêu
Như trong tất cả các biến thể Poker khác, người chơi sẽ cạnh tranh để giành số tiền hoặc chip do chính họ đóng góp vào bàn chơi (số tiền này gọi là pot). Bởi vì bài được chia ngẫu nhiên và nằm ngoài sự kiểm soát của người chơi, mỗi người cố gắng kiểm soát số tiền trong bàn dựa trên tay bài mà họ đang cầm, và dự đoán về những gì đối thủ của họ có thể đang cầm và cách họ có thể hành động.
Trò chơi được chia thành một loạt các ván bài (hand), mỗi ván chỉ 1 người (hoặc 2 người trở lên nếu hòa với tổ hợp cao nhất) chiến thắng và sở hữu toàn bộ pot.
Tuy nhiên, mục tiêu quan trọng nhất của người chơi không phải là giành chiến thắng trong từng ván bài riêng lẻ, mà là giành chiến thắng trong thời gian dài bằng cách đưa ra quyết định toán học và tâm lý tốt hơn về lúc nào và bao nhiêu để có hành động phù hợp. Người chơi poker giỏi là những người làm việc để phát hiện lối chơi của đối thủ và tối đa hóa lợi nhuận kỳ vọng của riêng mình trong mỗi vòng cược, nhằm tăng lợi nhuận dài hạn của họ.

## Lịch sử

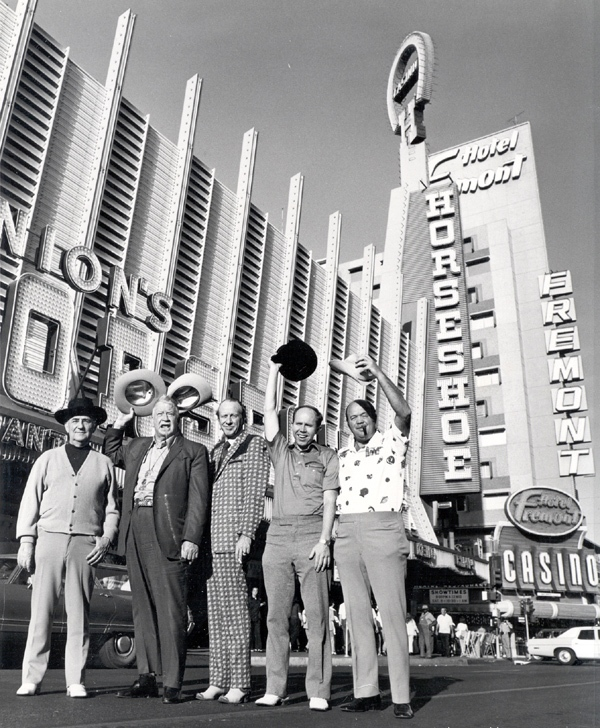
Johnny Moss, Chill Wills, Amarillo Slim, Jack Binion và Puggy Pearson bên ngoài Binion's Horseshoe ở Las Vegas năm 1974

Mặc dù hiện vẫn còn ít thông tin về việc phát minh ra Texas hold 'em, Texas Legislature đã chính thức công nhận Robstown, Texas là nơi ra đời của trò chơi này, đặt ngày vào đầu thế kỷ 20.
Sau khi trò chơi lan rộng khắp Texas, hold 'em được giới thiệu tại Las Vegas vào năm 1963 tại California Club bởi Corky McCorquodale. Trò chơi trở nên phổ biến và nhanh chóng lan rộng tới Golden Nugget, Stardust và Dunes. Năm 1967, một nhóm nhà cái và người chơi bài người Texas, bao gồm Crandell Addington, Doyle Brunson, và Amarillo Slim, đang chơi ở Las Vegas. Lúc này, quy tắc "ace high" đã được thay đổi từ hình thức ban đầu khi át là quân bài nhỏ nhất. Addington nói lần đầu tiên ông thấy trò chơi là vào năm 1959. "Khi đó họ không gọi là Texas hold 'em, chỉ gọi là hold 'em... Tôi nghĩ rằng nếu nó được phổ biến, nó sẽ trở thành trò chơi chính. Draw poker, bạn chỉ cược hai lần; hold 'em, bạn cược bốn lần. Điều này có nghĩa là bạn có thể chơi một cách chiến lược hơn. Đây là một trò chơi cho những người suy nghĩ hơn."
Trong nhiều năm, Golden Nugget Casino ở Downtown Las Vegas là sòng bạc duy nhất ở Las Vegas cung cấp trò chơi này. Vào thời điểm đó, phòng poker của Golden Nugget thật sự là một "gian hàng cưa gỗ," với... cưa gỗ được thoa dầu phủ lên sàn nhà." Vì vị trí và trang trí của nó, phòng poker này không thu hút nhiều khách hàng giàu có và kết quả là người chơi chuyên nghiệp tìm kiếm một vị trí nổi bật hơn. Năm 1969, những người chơi poker chuyên nghiệp ở Las Vegas được mời chơi Texas hold 'em tại cửa ngõ của sòng bạc Dunes Casino trên The Las Vegas Strip. Vị trí nổi bật này, cùng với sự không kinh nghiệm tương đối của người chơi poker với Texas hold 'em, đã tạo ra một trò chơi rất lợi nhuận cho người chơi chuyên nghiệp.
Sau khi không thành công trong việc tổ chức "Hội nghị Hội bạn đồng hành cờ bạc," Tom Moore đã thêm giải đấu poker đầu tiên vào Hội nghị Hội bạn đồng hành cờ bạc Lần thứ hai diễn ra vào năm 1969. Giải đấu này bao gồm một số trò chơi bao gồm Texas hold 'em. Năm 1970, Benny và Jack Binion đã mua lại quyền tổ chức sự kiện này, đổi tên thành World Series of Poker, và di chuyển nó đến sòng bạc của họ, Binion's Horseshoe, ở Las Vegas. Sau năm đầu tiên của giải đấu, một nhà báo, Tom Thackrey, đã đề xuất rằng sự kiện chính của giải đấu này nên là Texas hold 'em không giới hạn. Các anh em Binion đã đồng ý và kể từ đó Texas hold 'em không giới hạn đã được chơi làm sự kiện chính. Sự quan tâm đến sự kiện chính tiếp tục tăng ổn định trong hai thập kỷ tiếp theo. Sau khi chỉ có tám người tham gia vào năm 1972, con số tăng lên hơn một trăm người tham gia vào năm 1982, và hơn hai trăm vào năm 1991.
Trong thời gian này, B & G Publishing Co., Inc. đã xuất bản cuốn sách chiến lược poker cách mạng của Doyle Brunson, Super/System. Mặc dù tự xuất bản và được định giá 100 đô la vào năm 1978, cuốn sách đã cách mạng hóa cách chơi poker. Nó là một trong những cuốn sách đầu tiên nói về Texas hold 'em và ngày nay được coi là một trong những cuốn sách quan trọng nhất về trò chơi này. Năm 1983, Al Alvarez đã xuất bản cuốn sách The Biggest Game in Town, mô tả một sự kiện World Series of Poker năm 1981. Đây là cuốn sách đầu tiên của loại này, nó mô tả thế giới của những người chơi poker chuyên nghiệp và World Series of Poker. Cuốn sách của Alvarez được công nhận là khởi đầu cho thể loại văn học về poker và đã đưa Texas hold 'em (và poker nói chung) đến một đông đảo hơn.
Cuốn sách của Alvarez không phải là cuốn sách đầu tiên nói về poker. Cuốn The Education of a Poker Player của Herbert Yardley, một cựu nhà phá mã của chính phủ Hoa Kỳ, đã được xuất bản vào năm 1957.
Sự quan tâm đến hold 'em bên ngoài Nevada cũng bắt đầu tăng vào những năm 1980. Mặc dù California đã có các phòng bài hợp pháp cung cấp draw poker, Texas hold 'em bị coi là bị cấm dưới một đạo luật làm cấm trò chơi "stud-horse" (hiện không còn tồn tại). Tuy nhiên, vào năm 1988, Texas hold 'em được xác định là hợp pháp khác hoàn toàn với stud-horse trong vụ Tibbetts v. Van De Kamp, và được xác định là một trò chơi có tính kỹ năng. Hầu hết ngay lập tức các phòng bài trên khắp tiểu bang đã cung cấp Texas hold 'em. Thường được cho rằng quyết định này đã xác định rằng hold 'em là một trò chơi có tính kỹ năng, nhưng sự khác biệt giữa kỹ năng và may mắn chưa bao giờ xuất hiện trong pháp luật California về poker.
Sau chuyến đi đến Las Vegas, nhà cái Terry Rogers và Liam Flood đã giới thiệu trò chơi này cho các người chơi bài châu Âu vào đầu những năm 1980.

## Sự phổ biến
Texas hold 'em hiện nay là một trong những hình thức poker phổ biến nhất. Sự phổ biến của Texas hold 'em đã tăng mạnh trong những năm 2000 do được truyền thông qua truyền hình, Internet và văn học phổ biến. Trong thời gian này, Texas hold 'em đã thay thế seven-card stud để trở thành trò chơi phổ biến nhất ở các sòng bạc tại Hoa Kỳ. Hình thức cược không giới hạn được sử dụng trong trận chung kết chính của Giải vô địch Poker Thế giới (World Series of Poker - WSOP) và Giải vô địch Poker Thế giới (World Poker Tour - WPT). 
Sự đơn giản và phổ biến của hold 'em đã truyền cảm hứng cho nhiều loạt sách chiến lược cung cấp các khuyến nghị chơi đúng đắn. Hầu hết trong số này đề xuất một chiến lược bao gồm việc chơi ít tay nhưng cược và nâng cược thường xuyên với những lá bài mà người chơi cầm.
Trong thập kỷ đầu của thế kỷ 21, Texas hold 'em đã trở nên phổ biến trên toàn thế giới. Nhiều người quan sát cho rằng sự phát triển này xuất phát từ sự kết hợp của năm yếu tố: việc phát minh poker trực tuyến, trò chơi xuất hiện trong phim và truyền hình, việc phát minh và sử dụng "hole card cam" (cho phép người xem nhìn thấy các lá bài ẩn của người chơi trong tay nhằm xác định chiến lược và quyết định trong lúc chơi), xuất hiện quảng cáo truyền hình quảng bá các phòng chơi bài trực tuyến và chiến thắng giải vô địch World Series of Poker năm 2003 của người chơi Chris Moneymaker đoạt vé trực tuyến.

### Truyền hình và phim ảnh
Trước khi poker trở nên phổ biến trên truyền hình, bộ phim Rounders (1998), với sự tham gia của Matt Damon và Edward Norton, đã mang đến cho khán giả một cái nhìn lãng mạn về trò chơi như một phong cách sống, mặc dù cách chơi poker trong phim thường bị các người chơi nghiêm túc phê phán. Trong phim, Texas hold 'em là trò chơi chính và hình thức không giới hạn được mô tả theo Doyle Brunson là "Cadillac của Poker". Một đoạn phim ghi lại cuộc đối đầu kinh điển giữa Johnny Chan và Erik Seidel từ Giải vô địch Poker Thế giới năm 1988 cũng được đưa vào phim. Gần đây hơn, trong bộ phim Casino Royale năm 2006 của James Bond, một trò chơi Texas hold 'em với mức cược cao đã trở thành trung tâm của câu chuyện, thay thế cho baccarat, trò chơi casino quan trọng trong cuốn tiểu thuyết mà bộ phim dựa trên. Năm 2008, một bộ phim ngắn được đánh giá cao có tên Shark Out of Water đã được phát hành trên DVD. Bộ phim này đặc biệt bởi nó tập trung vào các yếu tố tối tăm, gây nghiện hơn của trò chơi, và có sự tham gia của Phil Hellmuth và Brad Booth.
Các giải đấu Hold 'em đã được phát sóng trên truyền hình kể từ cuối những năm 1970, nhưng chúng không trở nên phổ biến cho đến năm 1999, khi các máy quay ẩn dưới dạng lipstick cameras được sử dụng lần đầu tiên để hiển thị những lá bài ẩn của người chơi trong chương trình truyền hình Late Night Poker ở Vương quốc Anh. Hold 'em bùng nổ với sự phổ biến như một môn thể thao giải trí ở Hoa Kỳ và Canada vào đầu năm 2003, khi Giải vô địch Poker Thế giới (World Poker Tour) sử dụng ý tưởng về lipstick cameras. Một vài tháng sau đó, đài truyền hình ESPN phát sóng Giải vô địch Poker Thế giới năm 2003 với chiến thắng bất ngờ của người chơi trực tuyến Chris Moneymaker, một người chơi không chuyên, đã giành vé tham gia giải đấu bằng cách chiến thắng các giải đấu trực tuyến. Chiến thắng của Moneymaker đã khơi nguồn cho sự quan tâm đột ngột vào giải đấu này (cùng với poker trực tuyến), dựa trên ý tưởng cân bằng rằng bất kỳ ai - ngay cả một người mới tập - cũng có thể trở thành nhà vô địch thế giới.
Năm 2003, có 839 người tham gia giải chính của Giải vô địch Poker Thế giới (WSOP), và con số đó tăng gấp ba lần vào năm 2004. Việc vương miện cho nhà vô địch WSOP năm 2004 là Greg "Fossilman" Raymer, một luật sư sở hữu bằng sáng chế đến từ Connecticut, đã tiếp tục thúc đẩy sự phổ biến của giải đấu đối với người chơi không chuyên (đặc biệt là người chơi trực tuyến). Trong sự kiện chính năm 2005, có 5.619 người tham gia cạnh tranh để giành giải thưởng đầu tiên trị giá 7.500.000 đô la. Người chiến thắng là Joe Hachem đến từ Australia, người chơi bán chuyên nghiệp. Sự tăng trưởng này tiếp tục vào năm 2006, với 8.773 người tham gia và giải thưởng đầu tiên trị giá 12.000.000 đô la (do Jamie Gold giành chiến thắng).
Ngoài giải đấu này, các chương trình truyền hình khác bao gồm World Poker Tour kéo dài suốt nhiều năm đã được coi là một trong những yếu tố giúp tăng cường sự phổ biến của Texas hold 'em. Ngoài việc xuất hiện trên truyền hình mạng và truyền hình cáp dành cho công chúng, poker hiện đã trở thành một phần thường xuyên của lịch phát sóng của các đài thể thao tại Hoa Kỳ.

### Văn học
Nhà báo và nhà viết tiểu sử người Anh Anthony Holden đã dành một năm trên đường đua poker chuyên nghiệp từ năm 1988-1989 và viết về những trải nghiệm của mình trong cuốn sách Big Deal: A Year as a Professional Poker Player. Cuốn sách tiếp theo, Bigger Deal: A Year Inside the Poker Boom nói về thời kỳ 2005-2006 và mô tả về một thế giới poker "thay đổi đáng kể".
Hai mươi năm sau khi cuốn sách đột phá của Alvarez được xuất bản, James McManus đã viết một cuốn sách tự truyện một phần, Positively Fifth Street (2003), đồng thời mô tả về phiên tòa xoay quanh vụ án giết người của Ted Binion và việc tham gia của McManus vào 2000 World Series of Poker. McManus, một người chơi poker không chuyên, đứng thứ năm trong sự kiện chính Texas hold 'em không giới hạn, giành được hơn 200.000 đô la. Trong cuốn sách này, McManus thảo luận về các sự kiện xung quanh giải đấu, vụ án của Sandy Murphy và Rick Tabish, chiến lược poker và một số lịch sử của poker và giải đấu thế giới.
Cuốn sách The Professor, the Banker, and the Suicide King của Michael Craig năm 2005 mô tả một loạt trò chơi Texas hold 'em một đấu một có cược cao giữa ngân hàng Texas Andy Beal và một nhóm chuyên nghiệp poker thay phiên nhau. Vào năm 2006, những trò chơi này là cược cao nhất từng chơi, lên đến $100.000–$200.000 cược giới hạn cố định.

### Poker trực tuyến

Doanh thu từ poker của Party Gaming (2002-2006). Sự giảm trong năm 2006 do UIGEA.

Khả năng chơi poker trực tuyến với giá rẻ và ẩn danh đã được ghi nhận là một nguyên nhân góp phần làm tăng sự phổ biến của Texas hold 'em. Các trang web poker trực tuyến cho phép mọi người thử các trò chơi (trong một số trường hợp các trò chơi hoàn toàn miễn phí và chỉ là trải nghiệm giải trí) và cũng cung cấp cơ hội tham gia vào các giải đấu lớn (như World Series of Poker) thông qua các giải đấu nhỏ hơn được gọi là "vệ tinh". Hai người chiến thắng của giải đấu chính no-limit hold 'em World Series năm 2003 và 2004 (Chris Moneymaker và Greg Raymer, lần lượt) đã đạt được tấm vé tham gia giải đấu bằng cách tham gia vào những giải đấu này.
Mặc dù poker trực tuyến đã phát triển từ khi ra đời vào năm 1998 cho đến năm 2003, chiến thắng của Moneymaker và sự xuất hiện của quảng cáo truyền hình vào năm 2003 đã góp phần làm tăng gấp ba lần doanh thu ngành công nghiệp vào năm 2004.
Các trò chơi như Pokerstars VR cho phép người dùng chơi các trò chơi No Limit Texas hold 'em trong một môi trường ảo, cũng như các trò chơi bàn phổ biến khác như blackjack, và trò chơi sòng bạc thông thường như Slots.

## Luật chơi

### Bộ bài
Texas hold ‘em sử dụng bộ bài Tây tiêu chuẩn gồm 4 chất (cơ, rô, chuồn, bích), mỗi chất gồm 13 lá theo thứ tự từ nhỏ đến lớn là 2, 3, 4, 5, 6, 7, 8, 9, 10, J, Q, K, A (các chất không có phân độ ưu tiên).

### Vị trí Dealer (Button), Small Blind và Big Blind
Mỗi ván bài sẽ có một người nằm ở vị trí Dealer. Đây là vị trí được đánh dấu bằng một vật hình tròn, màu phổ biến gồm đen và trắng có ghi chữ Dealer ở cả hai mặt với màu sắc tương phản để dễ nhận biệt. Cứ sang một ván chơi mới, vị trí Dealer sẽ được luân chuyển cho người tiếp theo nằm phía bên tay trái của người giữ vị trí Dealer cũ.
Trừ khi bàn chơi có người chuyên chia bài (Dealer, phân biệt với vị trí Dealer), người ngồi vị trí này sẽ tráo và chia bài trong ván.
Hai vị trí bên trái Dealer là hai người phải đặt một khoản tiền nhất định trước khi bắt đầu, gọi là Small Blind và Big Blind (Big Blind đặt gấp đôi Small Blind).

### Bài riêng (Bài tẩy)
Mỗi người được chia 2 lá bài riêng. Chỉ người có nó mới biết hai lá bài đó là gì.

### Bài chung
Có 5 lá bài chung được công khai trên bàn tại các giai đoạn nhất định của ván.

### Các hành động
- Không cược (Check): Không cho thêm tiền cược trong vòng hiện tại.
- Tố (Bet): Đặt cược khi chưa ai cược trong vòng hiện tại.
- Tố thêm (Raise): Tăng tổng mức cược trong vòng hiện tại lên gấp đôi tổng mức cược cao nhất hiện thời hoặc hơn.
- Theo (Call): Tăng tổng mức cược trong vòng hiện tại lên bằng tổng mức cược cao nhất hiện thời.
- Bỏ bài (Fold): bỏ toàn bộ tiền cược trong ván và bỏ ván bài.

### Thứ tự các kết hợp bài trong Texas hold ‘em (từ cao đến thấp)
1. Royal Flush (sảnh rồng): 5 lá 10, J, Q, K, A cùng chất.
2. Straight Flush (thùng phá sảnh): 5 lá bài có giá trị tăng dần liên tiếp mà không phải sảnh rồng.
3. Four of a kind (Tứ quý): 4 lá bài cùng giá trị và một lá bài không liên quan (blank).
4. Full House (Cù lũ): 3 lá bài cùng giá trị (bộ 3) và 2 lá bài cùng giá trị (đôi) khác bộ 3.
5. Flush (Thùng): 5 lá bài cùng chất nhưng không tạo thành thùng phá sảnh hay sảnh rồng.
6. Straight (Sảnh): 5 lá bài có giá trị tăng dần liên tiếp mà không cùng chất.
7. Three of a kind (Sám cô): Bộ 3 và hai lá bài vừa khác giá trị vừa không liên quan đến bộ 3.
8. Two Pair (Hai đôi): Hai cặp 2 lá bài cùng giá trị nhưng không tạo thành tứ quý và 1 lá blank.
9. Pair (Đôi): 1 cặp 2 lá bài cùng giá trị và ba lá bài vừa không liên quan tới đôi trên vừa không liên quan từng đôi một.
10. High Card (Bài cao): 5 lá bài không tạo thành bất kì kết hợp nào kể trên.

## Diễn biến hoàn chỉnh một ván bài Texas hold ‘em

### #1. Đặt tiền mù (Small Blind, Big Blind)
Từ đầu mỗi ván đấu, vị trí Dealer đã được xác định sẵn trên bàn chơi. Hai người nằm ở tay trái Dealer sẽ tiến hành đặt tiền mù theo quy định. Người đầu tiên bên tay trái vị trí Dealer đặt tiền mù nhỏ được gọi là Small Blind. Người kế tiếp bên tay trái của Small Blind sẽ đặt tiền mù lớn được gọi là Big Blind. Giả sử trong một bàn chơi Texas hold ‘em có các chỉ số Low Limit là $2/$4, nghĩa là mù nhỏ sẽ đặt $2 và mù lớn sẽ đặt $4.

### #2. Chia bài
Mỗi người chơi sẽ được chia 2 lá bài, được gọi là bài tẩy. Không ai được quyền nhìn thấy lá bài của những người chơi còn lại. Vòng cược sẽ bắt đầu ngay sau giai đoạn này.

### #3. Vòng cược thứ nhất (Pre-Flop)
Người đầu tiên, bên tay trái của Big Blind sẽ có quyền hành động đầu tiên với các lựa chọn: Fold, Call và Raise. Sau đó, lần lượt những người kế tiếp theo chiều kim đồng hồ tính từ người chơi này sẽ tiếp tục hành động.
Vòng cược này chỉ kết thúc khi: Tất cả người chơi đều đã thực hiện hành động và lượng tiền cược của tất cả người chơi chưa bỏ bài là bằng nhau.

### #4. Vòng cược thứ hai (Flop)
3 lá bài chung đầu tiên được lật nằm ngửa ở giữa bàn, dành cho tất cả người chơi.
Vòng cược bắt đầu từ người đầu tiên chưa bỏ bài, nằm bên tay trái của vị trí Dealer. Người này có quyền thực hiện hành động gồm: Check hoặc Bet. Sau đó, lần lượt những người chơi kế tiếp sẽ thực hiện các hành động của mình theo chiều kim đồng hồ, tương tự vòng Pre-Flop.
Vòng cược kết thúc khi đáp ứng các điều kiện, tượng tự vòng Pre-Flop.

### #5. Vòng cược thứ ba (Turn)
Lá bài chung thứ 4 được lật nằm ngửa ở giữa bàn, dành cho tất cả người chơi.
Vòng cược bắt đầu tương tự như vòng Flop, người đầu tiên còn lại nằm bên trái của Dealer sẽ thực hiện hành động đầu tiên. Những người chơi kế tiếp sẽ hành động theo chiều kim đồng hồ.
Vòng cược kết thúc khi đáp ứng các điều kiện, tương tự vòng Flop.

### #6. Vòng cược thứ tư (River)
Lá bài chung thứ 5, cũng là lá bài chung cuối cùng được lật nằm ngửa ở giữa bàn, dành cho tất cả người chơi.
Vòng cược bắt đầu với các quy tắc tương tự vòng Turn.
Vòng cược kết thúc khi đáp ứng các điều kiện, tương tự vòng Turn.

### #7. So bài – Đọ bài (Showdown)
Sau 4 vòng cược, nếu vẫn tồn tại ít nhất 2 người trên bàn chơi không úp bỏ bài, mọi người sẽ ngửa bài để xác định người thắng cuộc. Người chơi có kết hợp 5 lá bài mạnh nhất dựa trên 2 lá bài tẩy và 5 lá bài chung sẽ chiến thắng. Trường hợp, tay bài ngang nhau, pot sẽ được chia đều cho những người thắng. Độ mạnh yếu của tay bài được nêu cụ thể ở phần Thứ tự các kết hợp bài trong Texas hold ‘em.

### #8. Bắt đầu ván đấu mới
Kết thúc Showdown, pot đã được chia cho những người thắng, bài sẽ được thu lại để bắt đầu một ván Texas hold ‘em mới. Vị trí Dealer sẽ được dịch chuyển sang người liền kề nằm phía bên tay trái của người giữ vị trí Dealer cũ.
Bạn có thể xem cách giải thích rõ ràng hơn tại bài Kỹ thuật chia bài poker chuyên nghiệp đúng chuẩn.

## Các biến thể khác của Texas hold ‘em
Texas hold ‘em có khá nhiều các biến thể khác nhau. Thực tế, cụm từ “hold ‘em” cũng ám chỉ nó thuộc một nhóm các game bài có cách chơi tương tự nhau. Đó là cùng sử dụng 1 tập hợp các lá bài chung để xây dựng các kết hợp mạnh nhất.
Royal hold ‘em là game bài có cách chơi tương tự với Texas hold ‘em nhưng bộ bài chỉ sử dụng: 10, J, Q, K và A.
Omaha hold ‘em cũng là một kiểu game bài khác nhưng thay vì chỉ có 2 lá bài tẩy như Texas hold ‘em, game bài này sử dụng 4 lá bài tẩy được chia cho người chơi. Người chơi sẽ cần chọn ra 2 trong 4 lá bài tẩy, kết hợp với 3 trong 5 lá bài chung để tạo ra một kết hợp 5 lá bài mạnh nhất.
Double Texas hold ‘em lại là một kiểu biến thể khác của Texas hold 'em. Người chơi được chia 3 lá bài tẩy và sẽ phải chọn ra một lá bài được gọi là Point Card. Lá này sẽ kết hợp lần lượt với 2 lá bài tẩy còn lại tạo ra 2 bộ bài tẩy, mỗi bộ 2 lá. Game bài vẫn sử dụng 5 lá bài chung được lật ngửa trên bàn. Sử dụng 2 bộ bài tẩy trên kết hợp với 5 lá bài chung để tạo ra kết hợp của 5 lá mạnh nhất. Nghĩa là, thay vì chỉ có 2 lá bài tẩy sử dụng như Texas hold 'em, người chơi có thêm lựa chọn với 1 bộ lá bài tẩy thứ hai.
Một phiên bản khác của chính Double Texas hold ‘em là Double-Board hold ‘em. Mỗi người được chia 2 lá bài tẩy nhưng có 2 bộ lá bài chung, mỗi bộ gồm 5 lá bài chung và sử dụng để tính ra một kết hợp 5 lá mạnh nhất dựa trên 2 bộ lá bài chung này.
Greek hold ‘em là một biến thể khác của Texas hold ‘em và có nét tương đồng với Omaha hold ‘em. Người chơi được chia 2 lá bài tẩy và 5 lá bài chung. Tuy nhiên, người chơi bắt buộc phải sử dụng 2 lá bài tẩy, kết hợp với 3 lá nằm trên bộ bài chung để tạo ra 5 lá có kết hợp mạnh nhất.